# Bachaur
Ne doit pas être confondu avec Bauchau, Bauhaus ou Baucau.
Bachaur ou sitamarhi est une race bovine indienne.

## Origine
C'est une race très proche de l'hariana. Il pourrait s'agir d'une influence génétique d'hariana sur du bétail local hétérogène ou être une hariana « polluée » par des croisements anarchiques. C'est une population locale assez homogène qui ne dispose pas de livre généalogique.
Elle est élevée dans l'État de Bihar au nord-est de l'Inde.

## Morphologie
Cette race porte une robe gris clair à blanche et porte des cornes courtes. Elle est petite (110 cm pour les vaches et 118 cm pour les taureaux) et légère avec une masse moyenne de 240 à 270 kg.

## Aptitudes
C'est une bonne race de travail, compte tenu de sa taille. Elle est capable de porter 600 kg. 
En revanche, la vache est piètre laitière, son lait étant juste suffisant au veau : elle produit environ 2 kg de lait par jour à 5 % de matière grasse, donnant une production moyenne de 340 kg sur une durée de lactation de 180 jours.

## Sources
1. 1 2 3  « bachaur », Site « dad.fao.org » de la FAO (consulté le 18 novembre 2014)
2. 1 2  « bachaur », Site « ansi.okstate.edu » de l'université d'Oklahoma (consulté le 18 novembre 2014)